# Sharon Kivland
Sharon Kivland, née en Allemagne en 1955, est une artiste, photographe, sculptrice et essayiste américaine. Elle vit et travaille à Londres et Plouër-sur-Rance en France. Elle s'intéresse particulièrement aux rapports entre la psychanalyse et le monde de l'art.

## Biographie
Elle obtient un master d'histoire de l'art au Goldsmiths College de l'université de Londres en 1995 et, en 2002, un doctorat de cette même discipline à l'université de Reading,. 
Elle est assistante en beaux-arts à l’université de Sheffield Hallam et chercheuse associée du Centre for Freudian Analysis and Research, à Londres. 
Sharon Kivland développe le projet de recherche et série de conférences Transmission, aux côtés de ses collègues Lesley Sanderson (2001-2004) et Jaspar Joseph-Lester (à partir de 2004). La série de conférences est une collaboration entre le Centre de Recherche en Art et Design de l'université de Sheffield Hallam, et la Site Gallery, à Sheffield. En plus de dix ans, le projet a donné lieu à des conférences, des colloques et des publications.
Sharon Kivland mène également une carrière d'artiste. Elle expose dans le monde entier depuis 1979 et est représenté par DOMO BAAL à Londres et à la galerie Bugdahn und Kaimer à Düsseldorf.
En 2008, à l'espace CHELSEA, elle présente une série d'œuvres qui explore les relations entre la mode et les moments révolutionnaires de l'histoire de France.
En 2017, pour son exposition Le modèle Sharon Kivland collectionne des gravures anciennes, cartes postales, illustrations de magazines féminins. Elle croise cette imagerie féminine populaire avec les textes de l'époque pour dessiner une image des femmes entre stéréotype et émancipation.

## Psychanalyse et arts
En 1999, elle publie  A case of Hysteria, elle applique des méthodes artistiques à la recherche psychanalytique. Elle reprend l'ouvrage Fragments d'une analyse d'un cas d'hystérie de Sigmund Freud, dans lesquels il décrit le traitement de sa patiente Dora.
Elle publie la série de livres Freud on Holiday. Elle parle de son rapport particulier à l'œuvre de Sigmund Freud. Au travers de photographies et d'essais, elle ré-inventent les voyages effectués et parfois rêvés par Freud sur les sites archéologiques européens importants,.
Une autre série de livres explore le rapport de Freud à l’architecture (L'Esprit d'escalier, 2007), l'immobilier (An agent of the estate, 2008), la lycantrophie (Afterwards, Mead Gallery, Centre des arts de Warwick, 2009), aux fleurs (Freud and the gift of flowers, 2009)...
Elle explore également le genre du pamphlet, dans la série de livrets intitulée Reisen. Le premier livret contient des extraits de L'interprétation des rêves de Sigmund Freud, publié en 1900. Elle conserve uniquement les références aux trains. Le deuxième contient les détails de certains des voyages en train de Freud, tirés de sa correspondance, avec des références aux éditions récentes de Cook’s Continental Time Tables, Tourist’s Handbook and Steamship Tables, complétées par la consultation des horaires actuels des trains européens.

## Prix et reconnaissance
- 1987 : grand prix des arts de Londres (1987 et 1991)[15]
- 1987 : prix d’exposition de la Fondation Henry Moore[15]
- 1987 : prix des Artistes de Tower Hamlets[15]
- 1988 : prix de publication de l’Elephant Trust[15]
- 1990 : le prix de Sculpture de la British School at Rome[15]
- 1991 : prix de recherche du Conseil des arts du Canada[15]
- 1993 :  Legs Harmstone du conseil municipal de Sheffield[15]

## Expositions
- Natural Education, Bast’art, Bratislava, 2008 [16]
- Mes plus belles, Le Sphinx, Paris, 2010
- I am sick of my thoughts, DomoBaal, Londres, 2011
- Sharon Kivland. Amateur and Collector, organisée par Sotiris Kyriacou à l’Idea Store de Whitechapel, Londres, 2012[16]
- Le Modèle, Rendez-vous à Saint-Briac, Frac Bretagne, 2017[9]